# شمشیر در صحرا
شمشیر در صحرا (انگلیسی: Sword in the Desert) فیلمی در ژانر درام جنگی به کارگردانی جورج شرمن است که در سال ۱۹۴۹ منتشر شد. از بازیگران آن می‌توان به دانا اندروز، مرتا تورن، استیون مک‌نالی، و جف چاندلر اشاره کرد.

## خلاصه داستان
داستان این فیلم در سال ۱۹۴۷ اتفاق می‌افتد و یک سال پس از به وجود آمدن اسراییل ساخته شده‌است. رویدادهای فیلم به دورانی مربوط است که هنوز دولتی به نام اسراییل به وجود نیامده و فیلم درگیری بین نیروهای انگلیسی و یهودیان را نشان می‌دهد؛ یهودیان از این درگیری به عنوان «نبرد استقلال» یاد می‌کنند، ولی از ساکنین اصلی فلسطین یعنی مسلمانان سخنی به میان نمی‌آید. این فیلم دارای سه شخصیت اصلی است:
- چریکی یهودی
- دختری یهودی از نسل صابرا (یهودیانی که در فلسطین به دنیا آمده‌اند)
- یک نفر آمریکایی که بی‌طرف است.

شخصیت بی‌طرف و آمریکایی فیلم کاپیتان به نام «مایک دامین» نام دارد و نقش او توسط «دانا اندروز» بازیگر معروف، ایفا می‌شود. او ناخدای یک کشتی است و قصد دارد عده‌ای از یهودیان را به‌طور قاچاق و دور از چشم مأمورین انگلیسی در خاک فلسطین پیاده کند. ناخدا و یهودیان توسط مأمورین انگلیسی بازداشت می‌شوند ولی یک گروه مسلح صهیونیستی برای آزادی آن‌ها تلاش می‌کنند. در این بین کاپیتان آمریکایی ابتدا با تردید در مورد مسایل برخورد کرده اما با دیدن دخترک یهودی، با بازی «مارتا تورن»، به مسئلهٔ نجات یهودیان علاقه‌مند شده و شجاعانه وارد عمل می‌شود. فرد دیگری که به عنوان چریک یهودی نقش یک فرماندهِ را ایفا می‌کند، به عنوان انسانی شجاع و مبارز معرفی می‌شود.

## انتشار در بریتانیا
به نوشتهٔ دیلی تلگراف در آن زمان، دیدن خشونت ناخواستهٔ نیروهای بریتانیایی در این فیلم با غیر نظامیان یهودی؛ برای مخاطبان انگلیسی خوشایند نخواهد بود. فیلم چهرهٔ تأثیرگذاری از انگلیس در طی رویدادها ترسیم نکرده است و به همین دلیل نمایش آن پس از مدتی در انگلستان ممنوع شد. در استرالیا پس از کاهش مدت آن به نمایش درآمد اما در تاسمانی به دلیل محتوای بحث‌برانگیز آن است، نمایش داده نشد.